# 利奈唑胺
利奈唑胺（INN：linezolid）商品名 Zyvox，为一种人工合成的2-噁唑烷酮类抗生素，其抑制细菌蛋白质合成，主要用於治療對其他抗生素具有抗藥性的需氧革蘭氏陽性菌感染，如葡萄球菌（耐甲氧西林金黄色葡萄球菌，MRSA）、链球菌、肠球菌（耐万古霉素肠球菌，VRE）等耐药菌引起的皮肤感染与肺炎，亦可用于耐多药结核杆菌治疗。
利奈唑胺使用方法为口服或静脉注射，短期使用相對安全；它可用於所有年齡層的患者，以及患有肝病或腎臟功能不佳的人。短期使用的常見副作用有頭痛、腹瀉、皮疹和噁心。嚴重副作用有血清素症候群、骨髓抑制和乳酸性酸中毒，特別是在連續使用超過兩週之後。使用時間較長，可能會導致神經損傷，包括視神經損傷，可能是不可逆的。
利奈唑胺於1990年代中期由 Pharmacia 和 Upjohn 公司开发，並於2000年獲准上市。它已列入世界衛生組織基本藥物標準清單之中，且被世界衛生組織（WHO）歸類為對人類醫學極為重要的藥物。目前已有利奈唑胺的通用名藥物（學名藥）在市場上販售 。

## 作用机理
利奈唑胺具有蛋白質合成抑制劑的作用，可抑制細菌的原核轉譯，其与细菌50S核糖体亚基的23S rRNA上的位点结合，从而阻止形成功能性70S始动复合物，进而抑制细菌蛋白质合成，阻止細菌生長或導致細菌死亡。而雖然許多抗生素作用方式類似，但利奈唑胺的確切作用機制似乎獨特，它阻斷的是蛋白質生產的起始階段，而非後續步驟。截至2014年，細菌對利奈唑胺的抗藥性仍然很低，且在2014年至2018年間沒有觀察到顯著的時間性變化。
利奈唑胺也是一种较弱的具可逆性、非选择性单胺氧化酶抑制剂，但是在抗菌治疗剂量下，其不会产生抗抑郁作用。

## 醫療用途
利奈唑胺主要用於治療對其他抗生素具有抗藥性的好氧革蘭氏陽性菌所引起的嚴重感染。而不應用於對窄譜藥物（如青黴素和頭孢菌素）敏感的細菌。無論在大眾媒體還是科學文獻中，利奈唑胺都被稱為"儲備抗生素" - 一種應該謹慎使用的藥物，以便在面對可能難以治療的感染時，能作為最後一道仍具療效的防線。
美國食品藥物管理局 (FDA) 批准的利奈唑胺適應症有：治療具萬古黴素抗藥性糞腸球菌感染（無論是否併發血流感染）、由金黃色葡萄球菌或肺炎鏈球菌引起的院內感染肺炎和社區型肺炎、由敏感細菌引起的複雜性皮膚及皮膚結構感染 (cSSSI)，包括糖尿病足感染（併發骨髓炎除外），以及由化膿性鏈球菌或金黃色葡萄球菌引起的非複雜性皮膚和軟組織感染。製造商不建議將利奈唑胺用於治療由MRSA引起的社區型肺炎或非複雜性皮膚和軟組織感染。在英國，產品標籤上註明的適應症僅限於肺炎和複雜性皮膚及皮膚結構感染（cSSSI）。
利奈唑胺在兒童和新生兒中的使用，其安全性及有效性似乎與成人相當。

### 皮膚和軟組織感染
一項針對隨機對照試驗的大型統合分析，發現在治療由革蘭氏陽性菌引起的皮膚和軟組織感染 (SSTIs) 方面，利奈唑胺比糖肽類抗生素（如萬古黴素和替考拉寧）和β-內酰胺抗生素更為有效，而小型研究也似乎證實其在治療所有嚴重革蘭氏陽性菌感染方面優於替考拉寧。
在糖尿病足感染的治療中，利奈唑胺似乎比萬古黴素更便宜，且更有效。

#### 肺炎
利奈唑胺、糖肽類抗生素或適當的β-內酰胺類抗生素，三者在在治療肺炎方面，成功率似乎並無顯著差異。

#### 其他

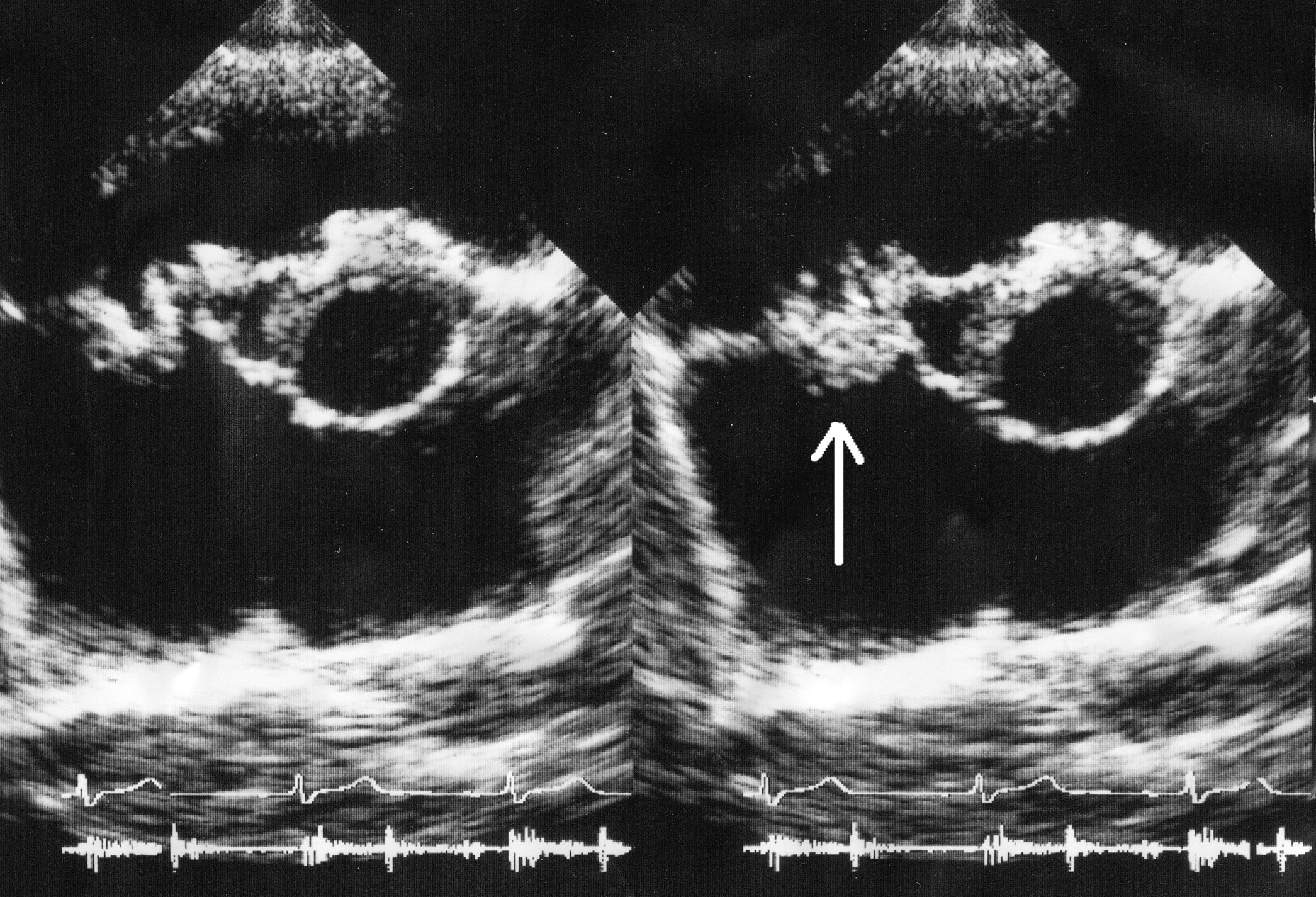
這張心臟超音波圖顯示，感染性心內膜炎導致三尖瓣上出現贅生物（白色箭頭所示）。該患者接受常規治療，包括安比西林、亞胺培南和糖皮質素，然後於接受心臟手術後完全康復。

傳統上認為骨髓炎或感染性心內膜炎等所謂的"深層"感染應使用殺菌性抗生素，而非使用抑菌性抗生素來治療。但仍有臨床前研究，以辨識利奈唑胺在這些感染中的療效，且在臨床作業中也成功用於治療這些感染。縱然目前尚缺乏高品質證據支持，但利奈唑胺似乎仍是治療多重抗藥性革蘭氏陽性菌引起之感染性心內膜炎的合理治療選擇。
已有使用利奈唑胺與其他藥物併用，以治療結核病的療法。
在針對癌症患者發燒性嗜中性白血球減少症（疑是革蘭氏陽性菌感染）的治療中，利奈唑胺已被研究作為萬古黴素的替代方案。

#### 中樞神經系統感染
在由肺炎鏈球菌引起腦膜炎的動物研究中，發現利奈唑胺能很好地滲透到腦脊髓液中，但其有效性不如其他抗生素。

#### 中央靜脈導管相關感染
FDA於2007年3月公佈一項隨機、開放標籤的第三期臨床試驗結果，比較利奈唑胺與萬古黴素在治療中央靜脈導管相關血流感染方面的效果。如果導致感染的細菌被發現對苯唑西林或雙氯西林敏感，則接受萬古黴素治療的患者可轉換藥物。如果臨床判斷有必要，兩個組別（利奈唑胺組和萬古黴素組）的患者都可額外接受針對革蘭氏陰性菌的特定治療。。

### 特定人群
對於12歲以上的成人和兒童，利奈唑胺通常每12小時給藥一次，口服或靜脈注射均可。對於年幼的兒童和嬰兒，則每八小時給藥一次。老年人、輕度至中度肝功能不全者，或腎功能受損者，均無需調整劑量。
利奈唑胺屬於美國懷孕類別C級，表示目前尚未有足夠研究以證實其對孕婦使用的安全性。雖然動物研究顯示對胎兒有輕微毒性，但使用此藥的益處可能大於其風險。它也會滲入母乳中，但其臨床意義（如果有的話）尚不明確。

### 作用範圍
利奈唑胺被認為對大多數生物體具有抑菌作用 - 即它能阻止其生長和繁殖，而不實際殺死它們 - 但對鏈球菌具有一定的殺菌活性。

#### 可比較抗生素
利奈唑胺對革蘭氏陽性菌的作用範圍與糖肽類抗生素萬古黴素相似。萬古黴素長期以來一直是治療MRSA感染的標準用藥，這兩種藥物也因此經常被拿來比較。利奈唑胺也被用來與幾種其他的抗生素作比較。而奈唑胺是唯一可經由口服液治療全身性感染的2-噁唑烷酮藥物。

## 不良反應
短期使用利奈唑胺，是一種相對安全治療方式。利奈唑胺的常見副作用（發生在超過1%服用者的情況）有腹瀉（臨床試驗參與者中報告為3–11%）、頭痛（1–11%）、噁心（3–10%）、嘔吐（1–4%）、皮疹（2%）、便秘（2%）、味覺改變（1–2%）以及舌頭變色（0.2–1%）。

### 長期使用
長期使用利奈唑胺，可能發生骨髓抑制，其特徵特別是會出現血小板減少症（血小板計數低）。這似乎是利奈唑胺與糖肽類或β-內酰胺類藥物相比，唯一顯著常發生的不良反應。對於接受藥物治療14天或更短的患者來說，這種情況並不常見，但對於接受較長療程，或患有腎功能衰竭的患者來說，發生頻率則高得多。

## 交互作用
利奈唑胺是一種弱效、非選擇性、可逆的單胺氧化酶抑制劑 (MAOI)，因此不應與其他單胺氧化酶抑制劑、大量富含酪胺的食物（如豬肉、陳年起司、酒精飲料或煙燻醃製食品）或血清素能藥物同時使用。曾有上市後報告指出，當利奈唑胺與血清素能藥物（特別是選擇性5-羥色胺再攝取抑制劑[SSRIs]，如帕羅西汀和舍曲林）同時給予，或者在停用這些血清素能藥物後不久（意指體內血清素能藥物作用尚未完全消退的短時間內），曾發生過血清素症候群。。
利奈唑胺不會抑制或誘導細胞色素P450 (CYP) 系統，該系統負責代謝許多常用藥物，因此它沒有任何與CYP相關的交互作用。

## 藥理學

### 藥效學

信使核糖核酸（mRNA）轉譯的簡化示意圖。利奈唑胺佔據A位點（中央），而阻止轉運核糖核酸（tRNA）結合。

利奈唑胺與其他2-噁唑烷酮類藥物一樣，是一種細菌蛋白質合成抑制劑，也是一種弱效、非選擇性、可逆的單胺氧化酶抑制劑。利奈唑胺透過破壞細菌信使核糖核酸(mRNA) 轉譯為蛋白質的過程，來阻止細菌的生長和繁殖。

### 藥物動力學

利奈唑胺的主要代謝物。

經編號的利奈唑胺結構，顯示良好活性所需的藥效團（藍色部分）和理想的結構特徵（橙色部分）。

利奈唑胺的優點之一是其口服給藥後能迅速且完全被人體吸收，達到100%的絕對口服生物利用度。換句話說，口服劑量能完全進入血液循環，效果等同於靜脈注射。

### 合成
利奈唑胺是一種完全合成的藥物：它不像紅黴素和許多其他抗生素那樣存在於自然界中，也不是在天然存在的骨架基礎上開發出來的（不像大多數半合成的β-內酰胺類藥物）。2-噁唑烷酮的合成方法有很多種，化學文獻中也報導幾種合成利奈唑胺的途徑。

## 抗藥性
對利奈唑胺的後天抗藥性最早於1999年即有報導。當時有兩名患有嚴重多重抗藥性糞腸球菌感染的患者，他們透過一項擴大性使用（也稱恩慈療法），接受此藥物治療後出現抗藥性。而對利奈唑胺具抗藥性的金黃色葡萄球菌則首次於2001年被分離出來。
在美國，自2004年起即透過一項名為利奈唑胺經驗與抗藥性精確測定計畫（Linezolid Experience and Accurate Determination of Resistance，LEADER），持續監測和追蹤利奈唑胺的抗藥性。該計畫截至2007年在全國60家醫療機構進行。抗藥性一直保持穩定且極低，整體分離株的抗藥性比例不到0.5%，而金黃色葡萄球菌樣本的抗藥性比例更不到0.1%。

### 機制
大多數革蘭氏陰性菌對利奈唑胺的固有抗藥性，是源於革蘭氏陰性菌外排泵的活性。這些外排泵能將利奈唑胺主動泵出細胞，導致其累積速度不及排出速度。

## 歷史
2-噁唑烷酮類化合物自1950年代後期已被醫界知道是種單胺氧化酶抑制劑。1970年代，杜邦公司發現其抗菌特性。該公司於1978年和1984年取得的專利即顯示其可治療植物與哺乳動物的細菌感染。於杜邦服務的科學家在1987年詳細說明這類新型抗生素的作用機制，但早期化合物因具有肝毒性而遭停止開發。 
輝瑞製藥旗下的Pharmacia & Upjohn於1990年代展開2-噁唑烷酮研究。經過構效關係研究，選定兩種衍生物 - 依哌唑胺和利奈唑胺為候選藥物。臨床試驗顯示利奈唑胺具藥物動力學優勢（每日兩次給藥），而獲進一步開發。FDA於2000年4月18日批准利奈唑胺上市。隨後巴西、英國、日本、加拿大、歐洲及其他地區也陸續批准。
截至2009年，利奈唑胺是市面上唯一的2-噁唑烷酮類抗生素。其他同類藥物，如波西唑胺、 蘭貝唑胺和拉德胺陸續進入開發。FDA於2014年批准第二代2-噁唑烷酮衍生物特地唑胺磷酸酯用於治療急性細菌性皮膚和皮膚結構感染。

## 社會與文化

### 經濟學
利奈唑胺在2009年時的價格昂貴，單藥治療費用可高達一、兩千美元，不含其他相關費用（如住院費）。但價格在藥物專利到期後已下降。於2015年，在印度用於治療結核病的利奈唑胺每月約需60美元。
由於靜脈注射利奈唑胺可轉而使用口服劑型（片劑或口服液），療效不受到影響，病人能提早出院後在家中繼續治療，比在家中進行注射抗生素治療更符合實際。利奈唑胺的採購成本可能高於同類抗生素，但整體治療費用可能因為住院時間縮短而能降低。
多國已針對不同醫療體系模式進行研究，評估利奈唑胺與糖肽類抗生素（如萬古黴素或替考拉寧）的成本效益。在大多數國家，利奈唑胺在治療院內感染肺炎和複雜性皮膚及皮膚結構感染方面更具成本效益，主要歸因於更高的治癒率、存活率或較低的整體治療成本。
輝瑞公司於2009年支付23億美元並簽署企業廉正協議，以和解其被指控錯誤標示和非法推廣四種藥物，以及導致政府醫療保健計畫提交未經FDA批准用途的虛假核銷方面的指控。其中13億美元用於解決非法行銷非類固醇抗發炎藥伐地考昔的刑事指控，而10億美元則是用於解決包括Zyvox（即利奈唑胺）在內的其他三種藥物非法行銷的民事罰款。

### 品牌名稱
| A | Amizole 500 (肯亞), Anozilad (波蘭), Antizolid (希臘), Arlid (India), Arlin (孟加拉國), Averozolid & Debacozoline (埃及) |
| B | |
| C | |
| D | Dilizolen (波蘭, 斯洛伐克, 荷蘭, 保加利亞) |
| E | Entavar (印度) |
| F | |
| G | Grampolid (荷蘭s), Grampolyve (荷蘭), Gramposimide (波蘭, 荷蘭), Grampoxid (荷蘭) |
| H | |
| I | |
| J | |
| K | |
| L | Linzolid (孟加拉國), Lidobact (荷蘭), Linez (孟加拉國, 埃及), Linezolid Accord (荷蘭), Linezolid Amneal (荷蘭), Linezolid Betapharm (荷蘭), Linezolid Farmaprojects (荷蘭), Linezolid Fresenius Kabi (荷蘭), Linezolid GNP (埃及), Linezolid Hetero (荷蘭), Linezolid Kabi (克羅埃西亞, 波蘭), Linezolid Mylan (荷蘭), Linezolid Pfizer (荷蘭), Linezolid Pliva (克羅埃西亞), Linezolid Polpharma (荷蘭, 波蘭), Linezolid Richet (阿根廷), Linezolid Sandoz (比利時, 瑞士, 荷蘭, 斯洛伐克, 愛沙尼亞, 克羅埃西亞, 波蘭), Linezolid Teva (荷蘭, 羅馬尼亞), Linezolid Zentiva (波蘭), Linezolida Teva (葡萄牙), Linezone (土耳其), Linid (印度), Linosept (印度), Linozid (孟加拉國), Linxyd (荷蘭), Linzowin (印度), Litrecan (阿根廷a), Livegramide (荷蘭), Lizbid (印度), Lizemox (印度), Lizolid (印度, 越南), Lizoliden (荷蘭), Lizomac (印度), Lizomed (印度), Lizorex (印度), Lizox (荷蘭), Lorezogram (荷蘭), Lynvox (荷蘭), Lynz (克羅埃西亞) |
| M | |
| N | Natlinez (荷蘭) |
| O | |
| P | Pneumolid (克羅埃西亞, 荷蘭, 波蘭, 羅馬尼亞, 保加利亞) |
| Q | |
| R | Ralinz (印度), Respenzo (埃及) |
| S | Synzolid (荷蘭) |
| T | |
| U | |
| V | Voxazoldin (埃及) |
| W | |
| X | |
| Y | |
| Z | Zenix (波士尼亞與赫塞哥維納, 塞爾維亞), Zizolid (土耳其), Zodlin (印度), Zolinid (保加利亞), Zyvox (喬治亞, 智利, 阿根廷, 澳大利亞, 中國, 厄瓜多, 埃及, 英國, 香港, 印度尼西亞, 愛爾蘭, 大韓民國, 馬爾他, 馬來西亞, 紐西蘭, 菲律賓, 新加坡, 泰國, 台灣, 日本, 美國), Zyvoxam (加拿大), Zyvoxid (以色列, 奧地利, 比利時, 保加利亞, 瑞士, 捷克, 丹麥, 愛沙尼亞, 西班牙, 芬蘭, 法國, 希臘, 德國, 克羅埃西亞, 冰島, 立陶宛, 拉脫維亞, 荷蘭, 挪威, 葡萄牙, 羅馬尼亞, 瑞典, 斯洛伐克, 突尼西亞, 土耳其, 南非, 波蘭, 義大利, 波士尼亞與赫塞哥維納) |

| 通用名藥物複方藥  | 品牌名稱          |
| ----------------- | ----------------- |
| 利奈唑胺/頭孢克肟 | Zifi-Turbo (印度) |